# Zygmunt Turski
Zygmunt Turski (ur. 24 stycznia 1906 w Piotrkowie Trybunalskim, zm. 7 sierpnia 1975 tamże) – podporucznik piechoty Polskich Sił Zbrojnych na Zachodzie.

## Życiorys
Ukończył w Piotrkowie Trybunalskim szkołę powszechną, a następnie w latach 1922-1927 w tamtejszej aptece pracował jako laborant. Powołany został 17 października 1927 roku do służby w Wojsku Polskim i wcielony do 84 pułku piechoty. W 1928 roku ukończył szkołę podoficerską i we wrześniu tegoż samego roku przeniesiono go do detaszowanego III batalionu 84 pułku piechoty w Łunińcu z przydziałem do 8 kompanii. W pułku pozostał po ukończeniu służby zasadniczej jako podoficer nadterminowy, a w 1931 roku w Grudziądzu ukończył Szkołę Podoficerów Zawodowych Piechoty i został mianowany podoficerem zawodowym. W 8 kompanii 84 pułku był m.in. dowódcą drużyny, instruktorem WF i wyszkolenia bojowego, podoficerem gospodarczym i podoficerem broni. Awansując do stopnia plutonowego piech. w gimnazjum w Łunińcu uzupełniał wykształcenie. Po mobilizacji w marcu 1939 roku i w czasie kampanii wrześniowej był szefem 8 kompanii 84 pułku. Od 10 września 1939 roku przebywał na tyłach niemieckich i z kilkoma innymi żołnierzami ukrywał się w okolicach Rawy Mazowieckiej. 4 października 1939 roku został wzięty do niewoli.
Po krótkim pobycie w Rawie i Częstochowie skierowany do Stalagu II A Görlitz, z którego zbiegł 26 października 1940 roku i przez Węgry przedostał się do Palestyny. Od 9 stycznia 1941 roku służył w Samodzielnej Brygadzie Strzelców Karpackich, początkowo w stopniu sierżanta w baonie zapasowym, a następnie przydzielony do 2 batalionu strzelców na stanowisko zastępcy dowódcy plutonu. 16 grudnia 1941 roku został ranny pod Gazalą. W 1942 roku zdał egzamin z zakresu 6 klas gimnazjalnych i skierowany od 15 kwietnia do 15 sierpnia 1942 roku do Szkoły Podchorążych Rezerwy Piechoty w Palestynie, w której pozostawiono go jako instruktora. Ponownie w 2 batalionie strzelców od 1 lipca 1943 roku na stanowisku zastępcy dowódcy plutonu rozpoznawczego. Uczestnicząc w kampanii włoskiej, w lutym 1945 roku został ranny nad rzeką Sangro. Mianowany podporucznikiem piech. 1 marca 1944 roku z jednoczesnym oddaniem do dyspozycji Oddziału Personalnego Sztabu Naczelnego Wodza. Ponownie w 2 Korpusie Polskim od 18 października 1944 roku jako pełniący obowiązki dowódcy kompanii w 23 batalionie piechoty 7 Dywizji Piechoty. 27 stycznia 1945 roku został przeniesiony do 16 Brygady Piechoty i mianowany dowódcą plutonu rozpoznawczego 65 batalionu piechoty, który z całą brygadą włączony został w skład 2 Dywizji Pancernej. Po przejściu przez Polski Korpus Przysposobienia i Rozmieszczenia zdecydował się powrócić do Polski. W lipcu 1947 roku powrócił do rodzinnego Piotrkowa Trybunalskiego, gdzie pracował jako ekspedient w sklepie. Zmarł 7 sierpnia 1975 roku w Piotrkowie Trybunalskim.

## Ordery i odznaczenia
- Krzyż Srebrny Orderu Wojskowego Virtuti Militari
- Krzyż Walecznych